# Radulinopsis
Radulinopsis – rodzaj ryb skorpenokształtnych z rodziny głowaczowatych. 

## Klasyfikacja
Gatunki zaliczane do tego rodzaju:
- Radulinopsis derjavini
- Radulinopsis taranetzi